# Universal's Islands of Adventure
Universal's Islands of Aventure, comúnmente conocido como Islands of Adventure (a veces abreviado IOA), es un parque temático localizado en Orlando, en Florida, Estados Unidos. Forma parte del complejo Universal Orlando Resort. Abrió sus puertas el 28 de mayo de 1999 como parte de una extensión de Universal Studios Florida. El eslogan del parque, Vacation Like You Mean It, se introdujo en 2013.
La temática del parque es la de un viaje de exploración, donde los visitantes parten de un puerto principal para visitar ocho "islas", cada una teniendo su propia temática, pero siempre enfatizando la aventura.
En 2016, Universal's Islands of Adventure recibió aproximadamente 9 788 000 visitantes, clasificándolo como el 8° parque más visitado de los Estados Unidos y el 14º entre todos los parques del mundo.

## Inauguración
Universal's Islands of Adventure abrió sus puertas el 28 de mayo de 1999, durante el cual los visitantes pudieron ver el parque con anticipación en un precio rebajado, mientras que el personal condujo un ensayo técnico y daba los últimos toques en el lugar. En este período, a partir de mayo de 1999, el parque empezó a abrir nuevas atracciones y espectáculos.

## Áreas temáticas
Universal's Islands of Adventure se divide en siete «islas» más Port of Entry, área de entrada, distribuidas alrededor de un lago. Las islas son presentadas en el sentido de las agujas del reloj, que comienza en la entrada de parque. Varios superhéroes actúan con los invitados a lo largo del día, incluyendo: Spider-Man, el Capitán América, los mutantes de X-Men (Wolverine, Cíclope y Tormenta), Merlín el mago, Simbad, Popeye, Olive Oyl y muchos más.

### Port of Entry

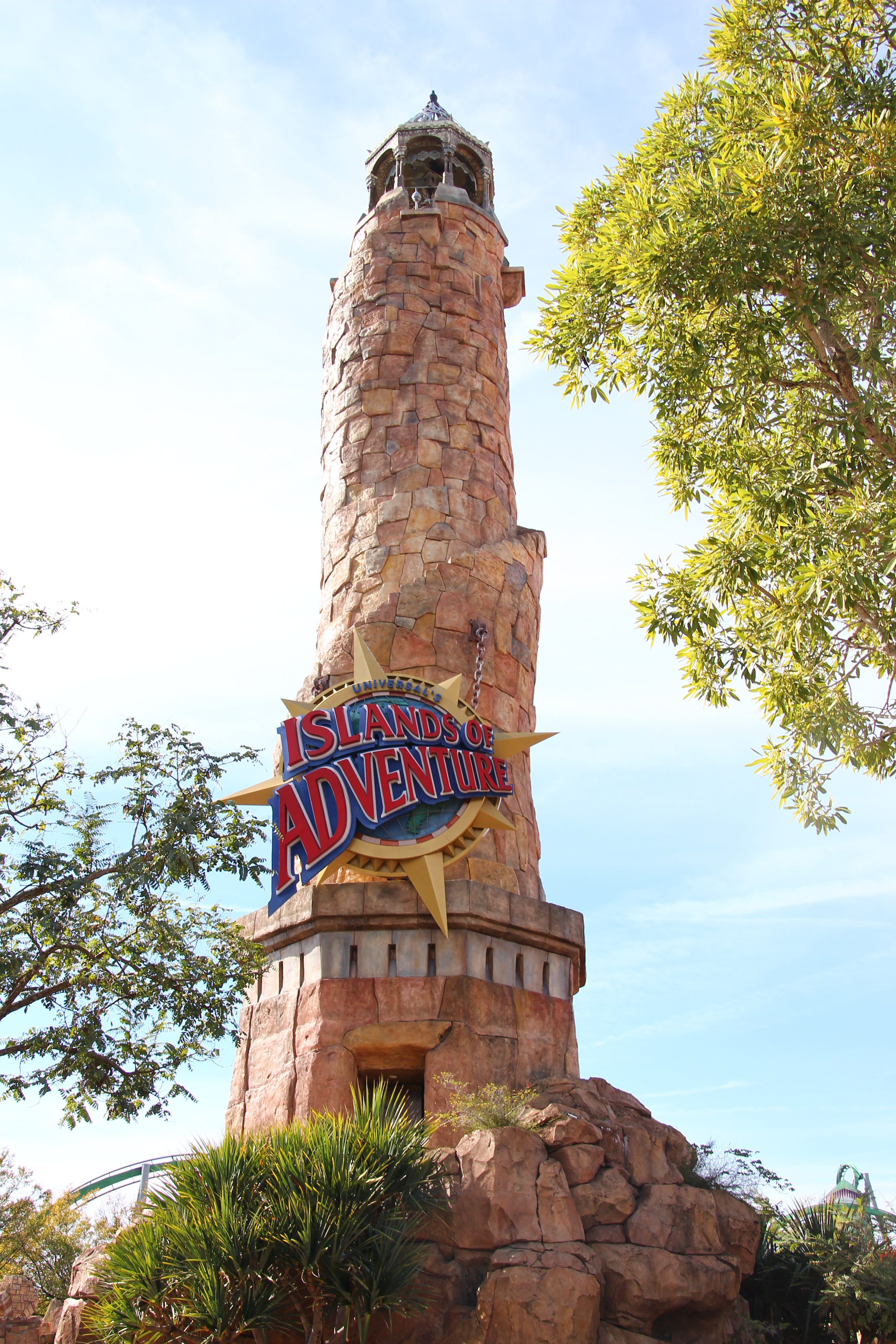
El Faro de Pharos marca la entrada al parque.

Es la entrada principal del parque que cuenta con muchas tiendas y servicios. Sus rasgos principales son el Restaurante Confisco Grille (Uno de los restaurantes de Buffét y Barra Libre en el parque) e Islands of Adventure Trading Company, la tienda de regalos para niños del parque. Un cartel con información de las islas se encuentra cerca de la orilla del lago.

### Seuss Landing

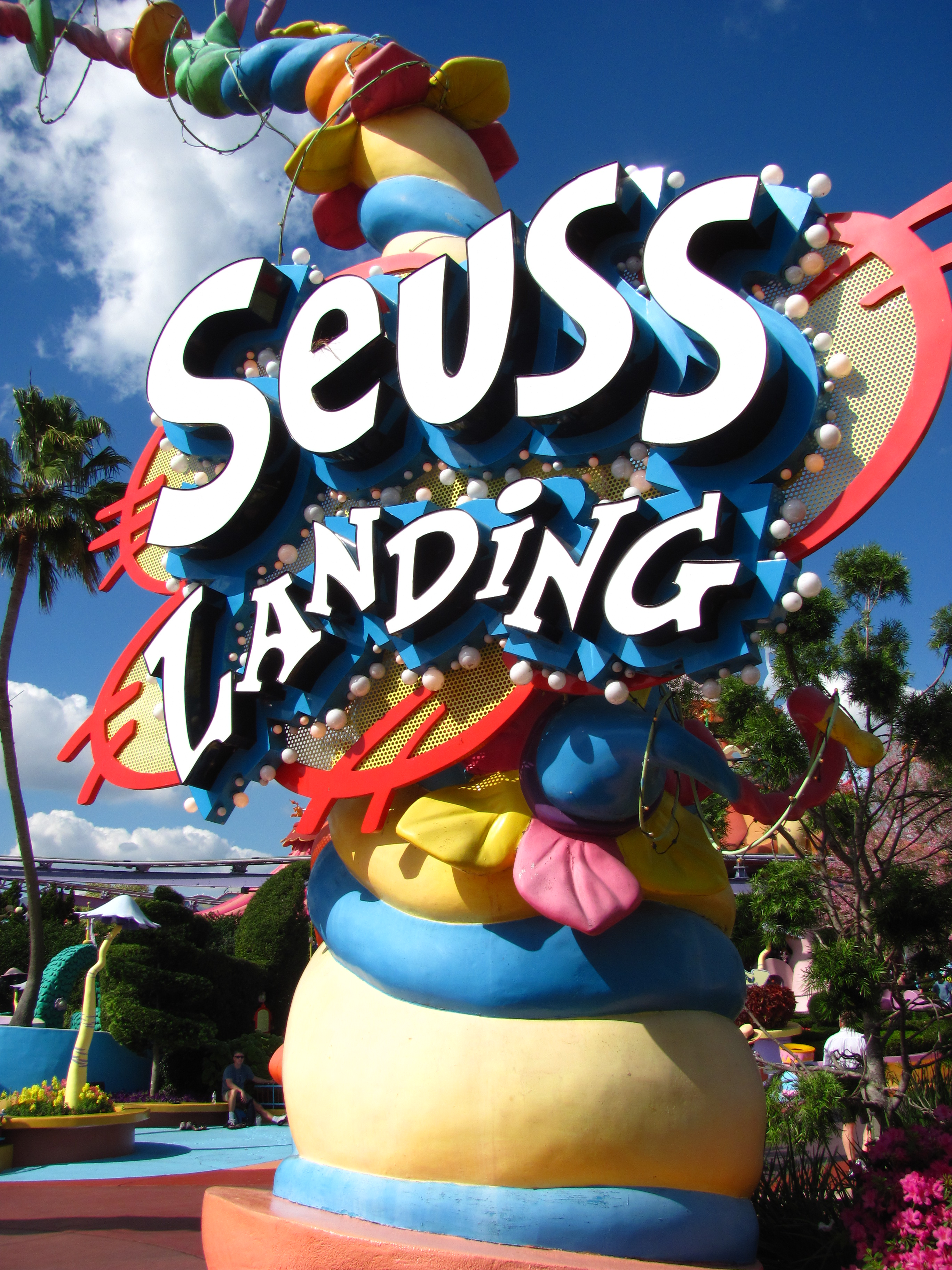
Seuss Landing, una isla basada en los libros del Dr. Seuss.

Es la única isla orientada totalmente a los niños pequeños y está basada en los libros del escritor y caricaturista, Dr. Seuss. En ella se encuentran atracciones basadas en su obra, tales como Caro-Seuss-el. En junio de 2006, se inauguró una nueva atracción: The High in the Sky Seuss Trolley Train Ride!.

#### Atracciones
- Caro-Seuss-el: Carousel de los personajes de Seuss. Los niños pueden mover sus caras y abrir y cerrar sus pestañas, algo que no tienen todos los carruseles.
- One Fish, Two Fish, Red Fish, Blue Fish: Carousel aéreo similar a Dumbo The Flying Elephant, de Magic Kingdom.
- The Cat In The Hat: dark ride basado en esta caricatura clásica de Seuss.
- The High in the Sky Seuss Trolley Train Ride!: Tren que recorre el área y la cafetería en Seuss Landing.

#### Restaurantes
- Circus McGurkus Cafe Stoo-pendous: Cafetería.
- Green Eggs and Ham Café: Cafetería.
- Hop on Pop Ice Cream Shop: Heladería.
- Moose Juice, Goose Juice: Venta de jugos y fruta fresca.
- The Grinch & Friends Character Breakfast: Hot Cakes. Solo abierto durante las mañanas para desayunos.

### The Lost Continent
Es una isla basada en  antiguos mitos y leyendas. Contiene réplicas de ruinas arqueológicas de diferentes culturas, como la griega, romana y egipcia. La isla está dividida en dos subsecciones: Sindbad's Bazzaar y Lost City.

#### Atracciones
- The Mystic Fountain: Atracción de fuente interactiva que se comunica con los visitantes, reproduce música y cuenta con caños de agua.
- Poseidon’s Fury: Atracción con efectos especiales de fuego, agua y viento, donde los visitantes presencian una batalla entre Poseidón y Lord Darkenon.
- The Eighth Voyage of Sinbad: Atracción que combina acrobacias y peleas en el que Sinbad debe salvar a la princesa Amoura. En el exterior, una fuente parlante se dirige a los visitantes.

### The Wizarding World of Harry Potter – Hogsmeade

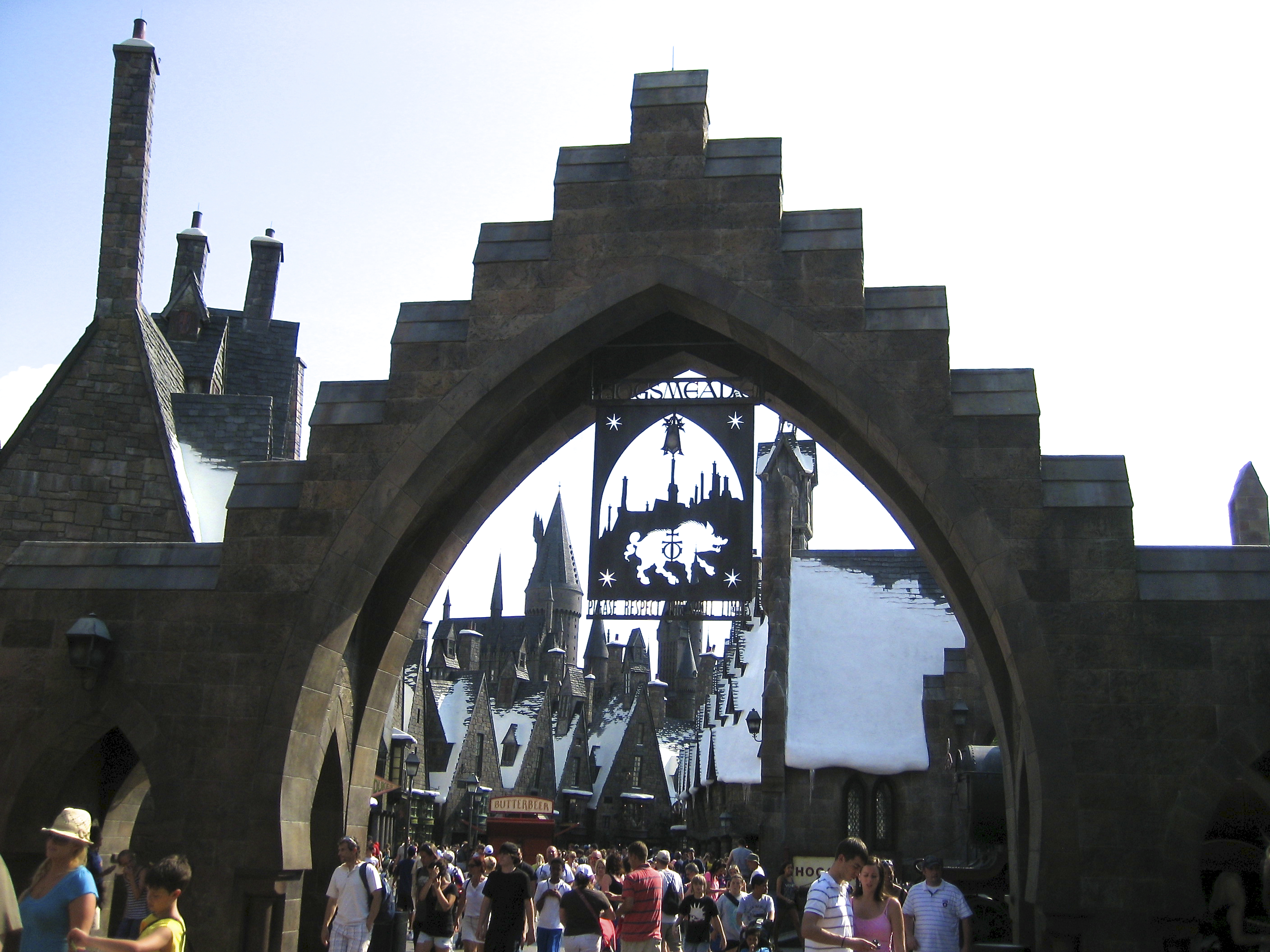
Entrada a Hogsmeade en The Wizarding World of Harry Potter.

The Wizarding World of Harry Potter – Hogsmeade (conocido como El mundo de las brujerías de Harry Potter en español), es una réplica del Colegio Hogwarts y del pueblo de Hogsmeade, con diferentes atracciones. Abrió sus puertas el 18 de junio de 2010.

#### Atracciones
- Flight of the Hippogriff: Montaña rusa familiar que simula el vuelo que se hace con el Hipogrifo que pertenece a Hagrid, es una Vekoma Jr. Coaster.
- Hagrid’s Magical Creatures Motorbike Adventure: Montaña rusa de alta velocidad donde los trenes simulan ser unas motos que vuelan por el Bosque Prohibido.
- Harry Potter and The Forbidden Journey: Simulador de vuelo basado en un vuelo en escoba con Harry Potter y sus compañeros. Esta atracción se encuentra dentro de una réplica del Castillo Hogwarts y la cola de la atracción es interna. En esta cola se pasa por el Aula de Defensa contra las Artes Oscuras, el Despacho de Dumbledore, el Salón de Botánica y la Sala de los Cuadros.
- Hogwarts Express: Estación Hogsmeade: Estación del tren que parte hacia el área The Wizarding World of Harry Potter – Diagon Alley, situada en el Parque Adyacente de Universal Studios Florida.

#### Restaurantes
- Hog's Head: réplica del lugar homónimo de los libros. Se puede encontrar comida rápida y butterbeers (cervezas de mantequilla).
- Three Broomsticks: réplica de la taberna de las novelas de Harry Potter, en la que se encuentra comida típica inglesa y estadounidense. Se puede disfrutar de las famosas butterbeers y los zumos de calabaza.

#### Tiendas
- Dervish and Banges: vende artículos de las películas, la mayoría orientados a las clases de vuelo.
- Emporium: donde se puede adquirir ropa de las cuatro "casas" que tiene la escuela.
- Honeydukes: una tienda de dulces que incluye las ranas de chocolate con pegatinas de magos famosos.
- Ollivander's: donde se puede comprar un varita de uno de los personajes de Harry Potter o crear una propia.
- Zonko: donde se pueden comprar dulces como las grageas de sabores.

### Jurassic Park

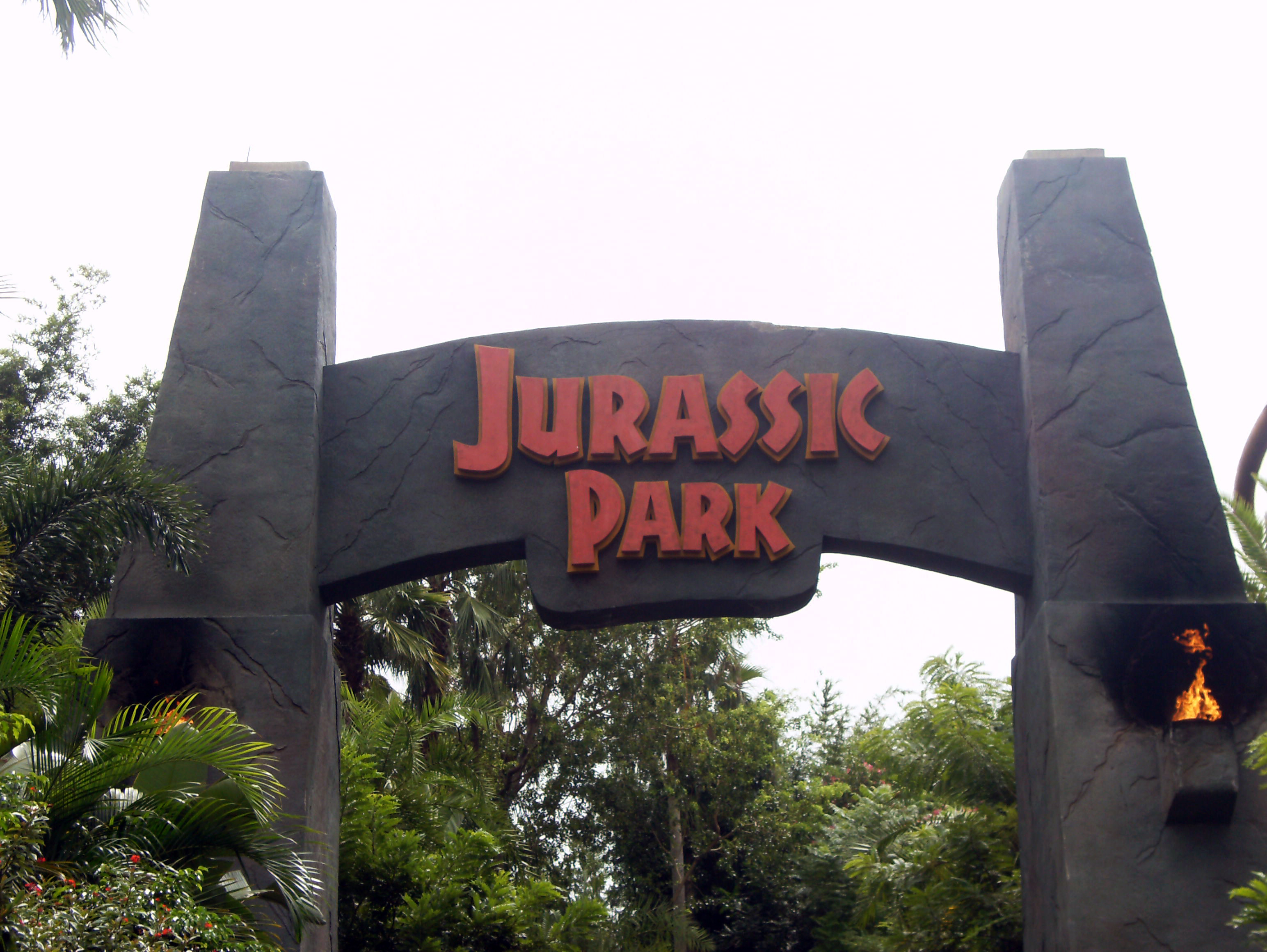
Jurassic Park.

La ambientación de esta isla está basada en una réplica del escenario donde se desarrollan las películas que dan nombre a la zona. Es una zona boscosa en la que podemos encontrar como animación de calle a dinosaurios y algunos jeeps de la película.

#### Atracciones
- Jurassic Park River Adventure: atracción basada en la película Parque Jurásico. Es un paseo en barca visitando el hábitat que se creó para los dinosaurios. Atracción de agua tipo barca con caída final.
- Pteranodon Flyers: montaña rusa infantil suspendida que consta de vagones con dos asientos que se mueven por un riel, permite tener buenas vistas de la zona.

### Toon Lagoon

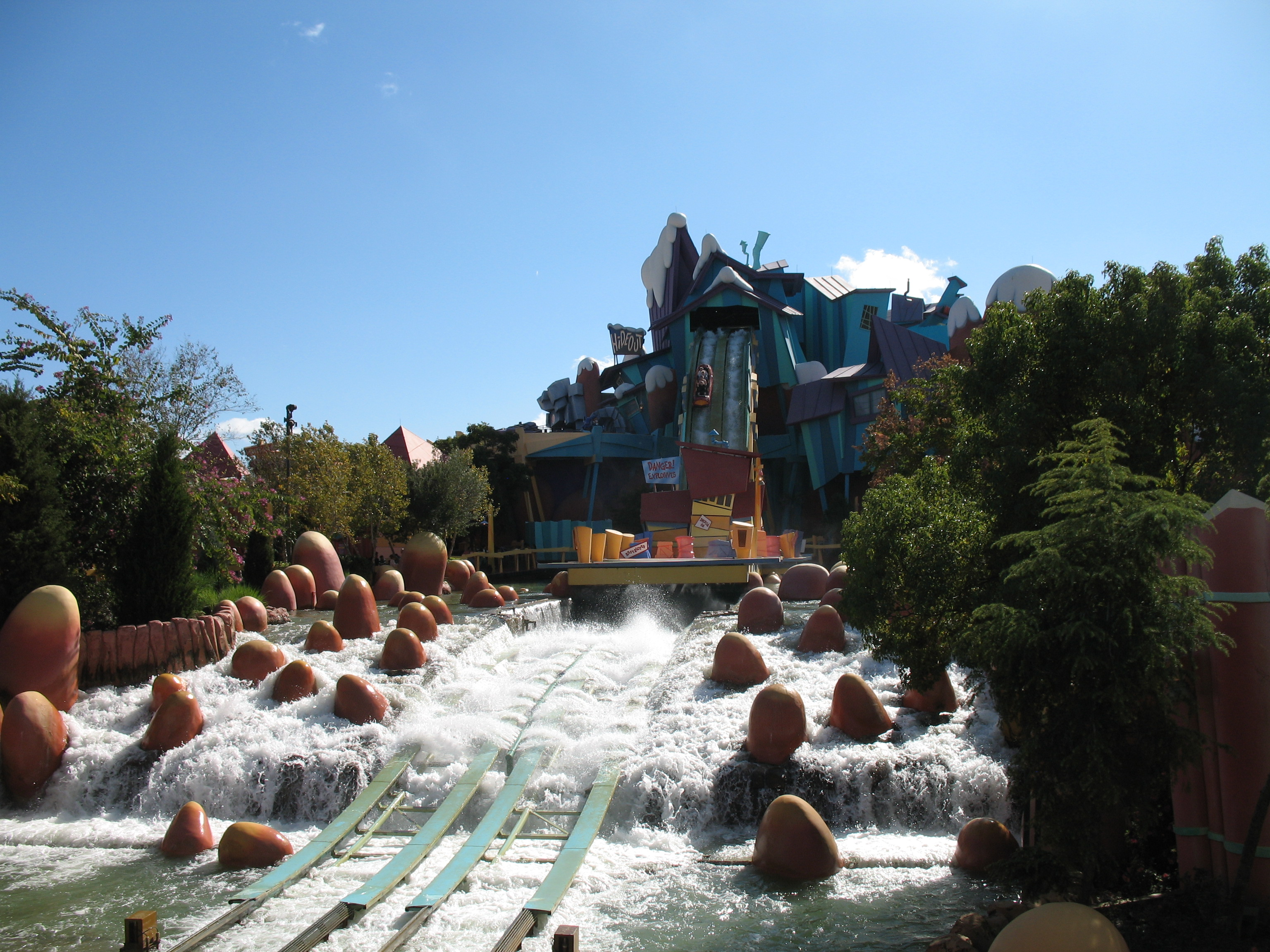
Dudley Do-Right's Ripsaw Falls.

La ambientación está basada en los cómics de King Features Syndicate y Jay Ward. Las atracciones incluyen a Dudley Do-Right's Ripsaw Falls y Popeye and Bluto's Bilge-Rat Barges. Tiene un área de juegos para niños: Me Ship, the Olive. Además de las atracciones anteriores, en esta isla se encuentran tres restaurantes: Comic Strip Cafe (ofrece comida italiana, china, hamburguesas, y platos con pollo y pescado) y Blondies y Wimpy's (abierto solo durante la temporada alta).

#### Atracciones
- Dudley Do-Right's Ripsaw Falls
- Popeye and Bluto's Bilge-Rat Barges

### Skull Island

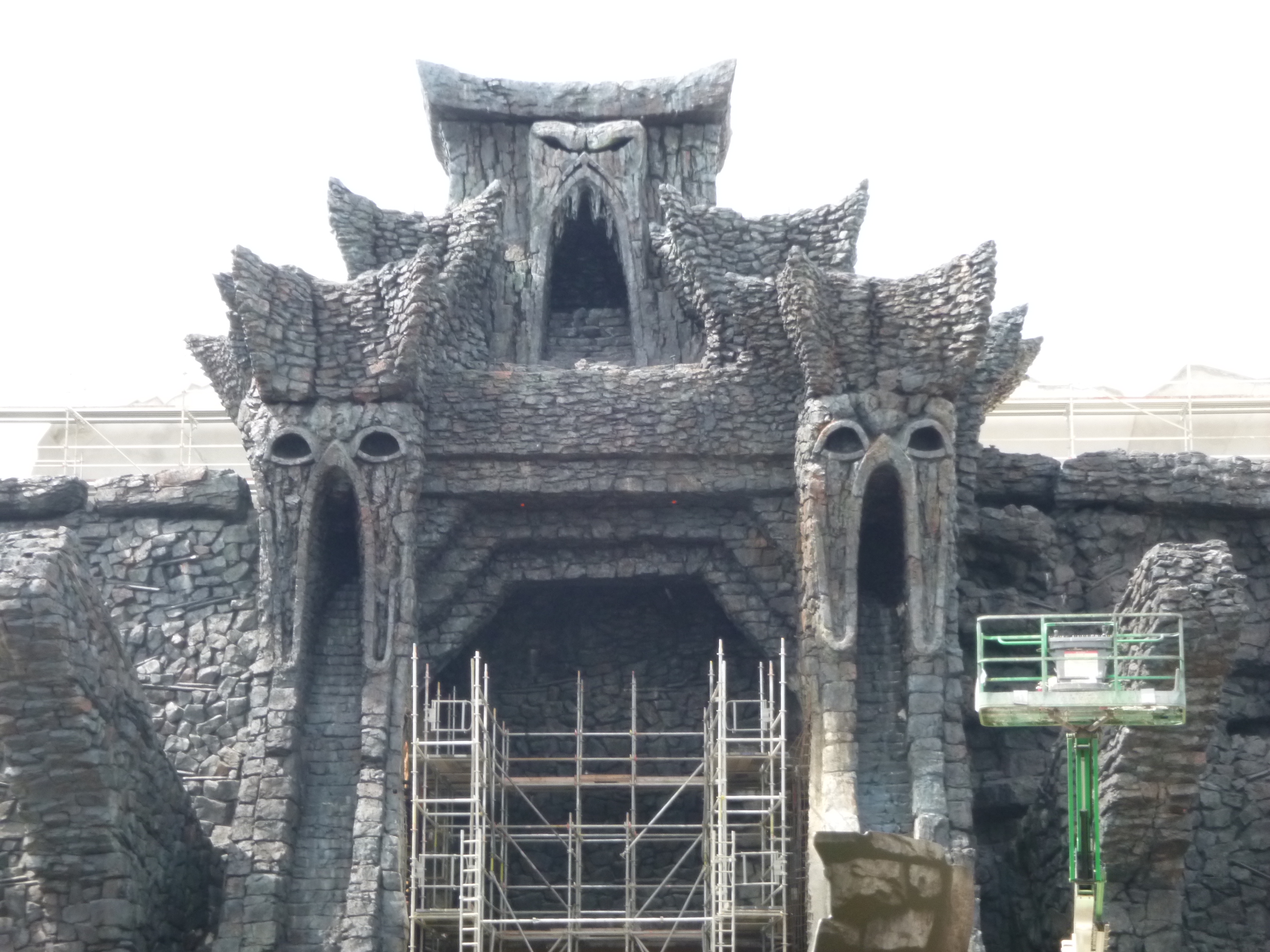
Construcción de Skull Island: Reign of Kong en julio de 2015.

Es la isla más nueva del parque y se inauguró en el verano de 2016. La única atracción de la isla, Skull Island: Reign of Kong, se inauguró el 13 de julio de 2016. La atracción y la isla marcan el regreso de King Kong a Universal Orlando Resort, después de que la atracción Kongfrontation cerrara en Universal Studios Florida en 2002, para dar paso a la atracción Revenge of the Mummy: The Ride.

#### Atracciones
- Skull Island: Reign of Kong

### Marvel Super Hero Island

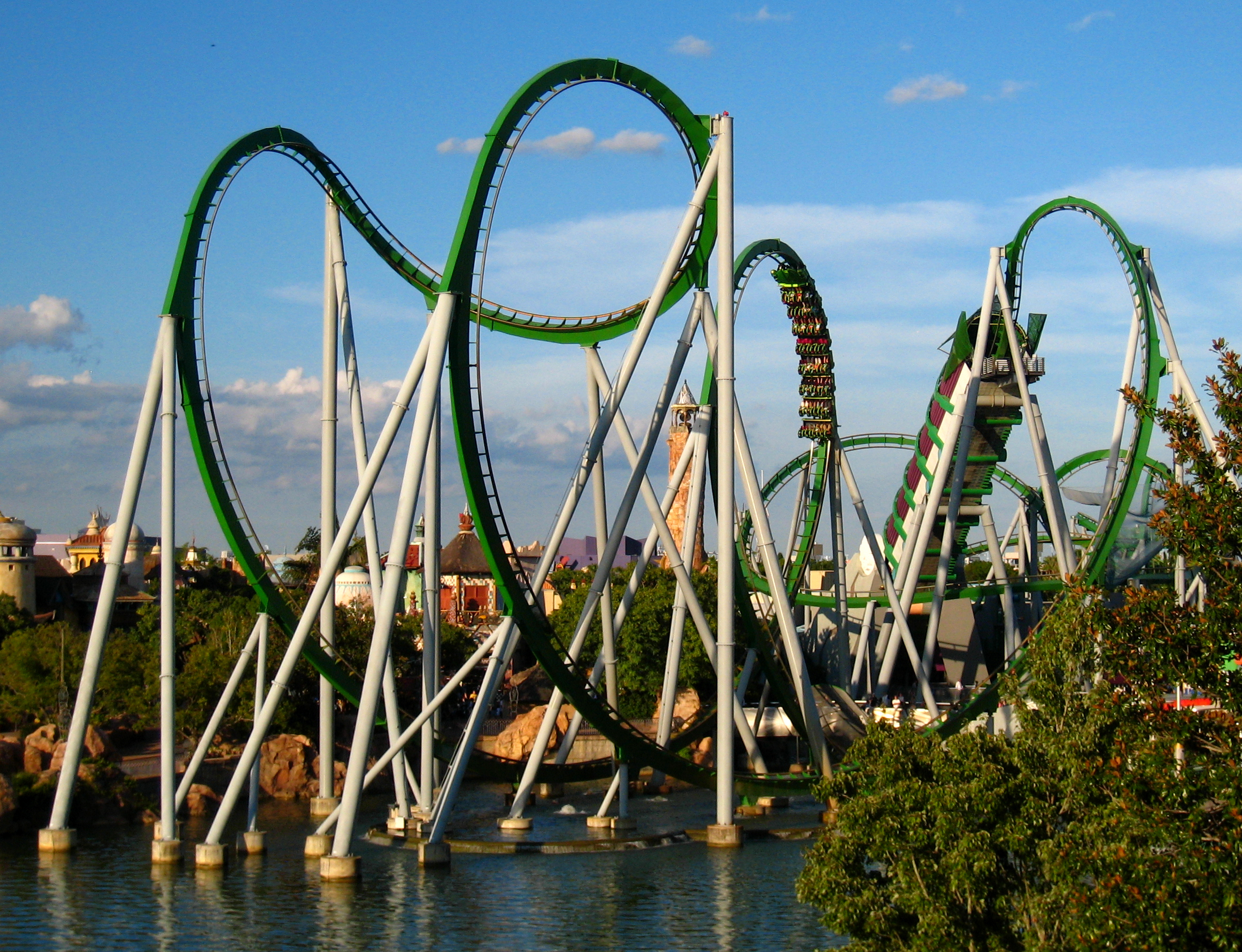
Montaña rusa The Incredible Hulk Coaster en Marvel Super Hero Island.

Esta isla, basada en los personajes de superhéroes que aparecen en Marvel Comics, se inauguró el 28 de mayo de 1999. La isla tiene 4 atracciones: Doctor Doom’s Fearfall, Storm Force Accelatron, The Amazing Adventures of Spider-Man y The Incredible Hulk Coaster. Se destacan superhéroes como Wolverine, el Capitán América, Spider-Man y algunos villanos como el Doctor Doom o el Duende Verde. Aunque The Walt Disney Company adquirió Marvel Entertainment en 2009, han dejado que esta isla se quede en propiedad de Universal Studios.

#### Atracciones
- Doctor Doom’s Fearfall: dos torres de caída controlada inspiradas en una fábrica. Abierta en 1999.
- Storm Force Accelatron: una versión más rápida de las tazas de té. Abierto en 2000.
- The Amazing Adventures of Spider-Man: una dark ride 3D inspirada en la ciudad de Nueva York. Abierta en 1999.
- The Incredible Hulk Coaster: una montaña rusa de color verde con múltiples inversiones. Abierta en 1999.

#### Restaurantes
- Cafe 4
- Captain America Diner
- Chill Ice Cream